# Särkijärvi (sjö i Joutsa, Mellersta Finland)
Särkijärvi är en sjö i kommunen Joutsa i landskapet Mellersta Finland i Finland. Sjön ligger 154,2 meter över havet. Arean är 85 hektar och strandlinjen är 7,71 kilometer lång. Sjön  ingår i Kymmene älvs huvudavrinningsområde.   Den ligger omkring 32 kilometer sydöst om Jyväskylä och omkring 210 kilometer norr om Helsingfors. 
Särkijärvi ligger öster om Siikajärvi. 